# Spoorlijn Breda - Eindhoven
De spoorlijn Breda - Eindhoven verbindt de Brabantse steden Breda, Tilburg en Eindhoven. Het is een van de drie deeltrajecten van Staatslijn E, de spoorlijn tussen Breda en Maastricht.

## Geschiedenis
Terwijl de meeste landen in Europa rond 1860 zijn voorzien van een uitgebreid spoorwegnet, ligt Nederland in dat opzicht ver achter. Enkele particuliere maatschappijen, voornamelijk uit het buitenland, hebben dan enkele spoorlijnen aangelegd, voornamelijk gericht op buitenlandse steden. In 1860 besluit de regering om de Nederlandse steden en de verschillende internationale spoorlijnen te verbinden via een uitgebreid spoorwegnet. In de daaropvolgende jaren komt de eerste staatsaanleg van spoorwegen in Nederland tot stand. Door de aanleg van tien zogenaamde Staatslijnen wordt een belangrijk deel van Nederland per spoor ontsloten. Om de Brabantse en Limburgse steden te ontsluiten en om aansluiting te krijgen op diverse eerder aangelegde spoorlijnen naar Duitsland en België wordt Staatslijn E tussen Breda en Maastricht aangelegd. In tegenstelling tot de andere Staatslijnen die elke één geheel vormen, bestaat Staatslijn E uit drie deeltrajecten.

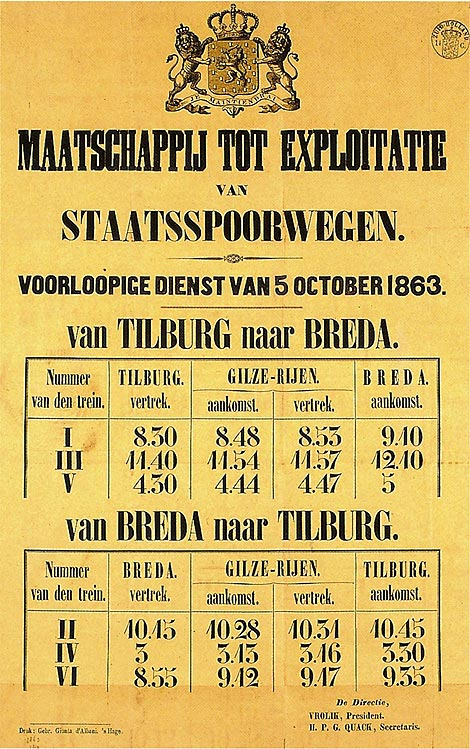
Dienstregeling 1863

Het deeltraject Breda - Eindhoven is in drie fases geopend. Op 5 oktober 1863 wordt het baanvak Breda – Tilburg geopend en is hiermee de eerste door de Staatsspoorwegen in gebruik genomen spoorlijn. In Tilburg wordt tevens dat jaar de (locomotieven)werkplaats, sinds 1955 Hoofdwerkplaats Tilburg geheten, geopend, die in 2011 gesloten werd. Het baanvak naar Boxtel wordt op 1 mei 1865 geopend. Op 1 juli 1866 volgt het laatste deel van het traject. In Breda sluit de spoorlijn aan op de in 1855 geopende spoorlijn Roosendaal - Breda van de AR. In 1866 wordt vanuit Breda het eerste deel van Staatslijn I richting Rotterdam in gebruik genomen. In Eindhoven sluit de lijn aan op de eveneens in 1866 geopende spoorlijn naar Hasselt (B) en het dat jaar geopende deeltraject naar Venlo. Een jaar later wordt vanuit Tilburg de spoorlijn naar Turnhout geopend. En vanaf 1868 sluit Staatslijn H uit 's-Hertogenbosch en Utrecht in Boxtel op Staatslijn E aan. De spoorlijn vormt zo een belangrijke schakel tussen de Brabantse steden, de rest van Nederland en diverse internationale bestemmingen.
Tussen 1873 en 1878 wordt door de Noord-Brabantsch-Duitsche Spoorweg-Maatschappij de spoorlijn Boxtel - Wesel aangelegd. De maatschappij wilde hiermee een belangrijke schakel in de verbinding tussen Londen, Berlijn en Sint-Petersburg worden. Vanaf 1881 gaan over deze lijn en het traject Breda - Boxtel van de Staatslijn de D-treinen van Vlissingen naar Berlijn rijden. Vanwege het comfort van reizen zonder overstappen maken veel vorsten en diplomaten voor hun Europese reizen gebruik van het traject. Eveneens in 1881 wordt door de Nederlandsche Zuidooster Spoorweg-Maatschappij de spoorlijn Tilburg - 's-Hertogenbosch aangelegd. Deze spoorlijn was meer van regionaal belang. Vanaf de jaren 20 rijden echter de beroemde D-treinen tussen Vlissingen en Berlijn via dit traject.
Als onderdeel van het zogenaamde Middennet wordt het traject Boxtel - Eindhoven al in 1938 geëlektrificeerd. Het traject Breda - Boxtel volgt enkele jaren na de Tweede Wereldoorlog in 1950. Dat jaar wordt het, inmiddels tot regionale zijlijn gedegradeerde traject Boxtel - Uden gesloten voor reizigersvervoer. De rest van het traject is tijdens de oorlog al gesloten. Tussen Rijen en Oosterhout wordt in 1969 een spoorlijn geopend voor goederenvervoer naar het industrieterrein 'De Vijf Eiken' ten zuiden van Oosterhout. Sinds 1993 is deze spoorlijn niet meer in gebruik.
Tussen 1998 en 2002 is het spoor tussen Boxtel en Eindhoven verdubbeld van twee naar vier sporen. Hierdoor kunnen treinen van en naar de richtingen Breda en 's-Hertogenbosch tussen Boxtel en Eindhoven onafhankelijk van elkaar rijden. Hierdoor is het mogelijk dat Intercitytreinen op deze trajecten tegelijkertijd kunnen aankomen en vertrekken in Eindhoven. De ongelijkvloerse aansluiting tussen beide trajecten ligt even ten zuiden van Boxtel. De stations Boxtel en Best zijn hierbij vervangen door nieuwbouw, in Best komen de sporen en het station in een spoortunnel te liggen.

## Stations en gebouwen
Net als langs de andere spoorlijnen uit de eerste periode van de eerste staatsaanleg, verschijnen ook langs de spoorlijn Breda - Eindhoven enkele Standaardstations van de Staatsspoorwegen, de zogenaamde Waterstaatstations. Tilburg en Eindhoven krijgen een stationsgebouw van het type 3e Klasse. De stations Oisterwijk en Boxtel krijgen een stationsgebouw van het type 4e klasse. Een bijzondere stopplaats wordt Station Nemelaer: een privéstation voor de baron van Kasteel Nemerlaer ter compensatie voor het doorsnijden van zijn landgoed. In Ryen (later Gilze-Rijen) en Best wordt ten slotte een Waterstaatstation van het type 5e klasse gebouwd. In Breda wordt een laag en lang stationsgebouw neergezet, bestaande uit stijl- en regelwerk, opgevuld met steen, afgesmeerd met cement. Het station voldoet hiermee aan de strenge bepalingen van de Vestingwet. Ook in andere vestingsteden als Bergen op Zoom, Deventer en Maastricht verschijnen dergelijke stationsgebouwen. Na het aanpassen van de wet in 1874 maken de meeste stationsgebouwen plaats voor nieuwbouw. Het stationsgebouw van Breda blijft echter meer dan honderd jaar in gebruik.
Het stationsgebouw van Tilburg wordt al in 1870 aanzienlijk uitgebreid. Boxtel krijgt twee jaar later een nieuw stationsgebouw. Het station wordt een eilandstation en het gebouw krijgt een hoog middendeel en twee lange vleugels. Het stationsgebouw van Eindhoven wordt in 1885 ingrijpend verbouwd met onder andere twee nieuwe lange brede vleugels. Weer vijf jaar later wordt het stationsgebouw van Tilburg opnieuw aanzienlijk vergroot, onder andere met twee zeer grote eindgebouwen. In 1912 wordt het stationsgebouw van Eindhoven vervangen door een geheel nieuw gebouw, uitgevoerd in strakke lijnen en een sober uiterlijk. Drie jaar later wordt ook het stationsgebouw van Gilze-Rijen vervangen.

### Hoge sporen en nieuwe stations
In de jaren na de Tweede Wereldoorlog worden de spoorlijnen door de grote steden aan de Staatslijn opgehoogd. De oorlogsschade en wederopbouwperiode die daarop volgde, vormde een goede aanleiding om de infrastructuur in een groot aantal Nederlandse steden aan te pakken. Door het ophogen van de spoorlijnen verdwijnt voor een belangrijk deel de barrièrewerking van deze infrastructuur.
Hoewel het stationsgebouw uit 1912 de oorlog redelijk heeft overleefd, krijgt Eindhoven in 1956 als eerst van de Brabantse steden een verhoogde spoorlijn, inclusief nieuw stationsgebouw. Het gebouw kenmerkt zich door de grote glazen voorgevel, de grote hal en de ranke klokkentoren. In 1961 wordt de spoorlijn door Tilburg opgehoogd. En in 1965 wordt het nieuwe opvallende stationsgebouw geopend. Meest opvallende element is wel de overkapping van 150 bij 50 meter. Ook dit station krijgt een toren met klok. Als laatste van de drie Brabantse steden krijgt Breda begin jaren 70 verhoogde sporen. In 1975 wordt het houten station uit 1862 vervangen. Het station krijgt net als Tilburg een grote kap, deze is echter een stuk bescheidener uitgevoerd. Het stationsgebouw zelf bestond uit enkele dozen met voorzieningen.
Ondertussen wordt in 1971 in Eindhoven de voorstadshalte Strijp-S geopend. De halte krijgt een stationsgebouw van het type Sextant. Best krijgt zes jaar later een nieuw stationsgebouw van het zogenaamde standaardtype Douma. Van de oorspronkelijke stationsgebouwen is dan alleen nog dat van Oisterwijk bewaard gebleven.
In 1991 krijgt Eindhoven ook aan de noordzijde van het station een stationsgebouw. Belangrijkste redenen voor een tweede stationsgebouw zijn de uitbreidingen aan de noordzijde van de stad en het busstation aan deze zijde van het station. In 1998 wordt het stationsgebouw van Boxtel gesloopt. Het gebouw maakt plaats voor de uitbreidingen die te maken hebben met de spoorverdubbeling tussen de plaats en Eindhoven. In 2000 verschijnt een klein stationsgebouw op het voorplein en komt er een glazen luchtbrug over de sporen. Dat jaar wordt ook het stationsgebouw van Best gesloopt. Het nieuwe station bevindt zich in de vorm van een glazen overkapping boven de verdiepte sporen.

## Dienstregeling
Het traject Breda - Tilburg vormt vanaf de opening van de spoorlijn een belangrijke schakel in het nationale en internationale spoorwegvervoer. Over het traject rijden tot de Tweede Wereldoorlog de belangrijke doorgaande boottreinen van Vlissingen naar Berlijn. De treinen rijden in eerste instantie via Boxtel, later via 's-Hertogenbosch. Ook rijdt een aantal D-treinen via Eindhoven en Venlo.
Na de Tweede Wereldoorlog worden de belangrijkste veerverbindingen met Engeland verplaatst naar Hoek van Holland. De boottreinen naar Noord-Duitsland rijden voortaan via Utrecht, de boottreinen richting Keulen blijven gebruikmaken van de Staatslijn. Naast de D-treinen rijden er ook internationale sneltreinen tussen Rotterdam en Keulen over het traject. Voor het binnenlandse reizigersvervoer wordt het traject Breda - Eindhoven gebruikt voor een belangrijk deel van de treinen tussen de Randstad en Limburg. Tussen Breda en Tilburg maken tevens de treinen tussen Vlissingen en Roosendaal enerzijds en 's-Hertogenbosch, Nijmegen en verder anderzijds gebruik van de Staatslijn.
Vanaf 1961 rijdt er doorgaans eenmaal per uur een stoptrein vanuit Amsterdam via Rotterdam naar Eindhoven. Ook rijdt er eenmaal per uur een sneltrein van Breda naar 's-Hertogenbosch en een stoptrein van Roosendaal naar Zwolle of Amsterdam. Daarnaast rijdt er een aantal sneltreinen van Rotterdam naar Keulen, Düsseldorf en Dortmund. Deze treinen stoppen in Breda, Tilburg en Eindhoven. Ook rijden er nog altijd dagelijks twee boottreinen, de Loreley Express en de Austria Expres.

### Spoorslag '70
Met de invoering van de nieuwe consequente dienstregeling bij Spoorslag '70 wordt de Staatslijn opgenomen in het Nederlandse intercitynet. Tussen Rotterdam en Venlo gaat eenmaal per uur een intercity rijden. Eenmaal per twee uur rijdt deze trein door naar Keulen. Ook de bestaande stoptreinen tussen Amsterdam en Venlo, via Rotterdam, blijven op het traject rijden. Tussen de reguliere treinen blijven tevens de D-treinen van en naar Hoek van Holland rijden. Ook rijdt er op zaterdagen in de zomer een doorgaande trein tussen Vlissingen en Keulen. Tussen Breda en Tilburg rijdt tevens elk half uur een intercity Vlissingen/Roosendaal - Zwolle. Deze treinen stoppen elk half uur in Tilburg West en eenmaal per uur in Gilze-Rijen.
In de loop van de jaren zeventig gaan zowel de intercity's als de stoptreinen vanuit Den Haag Centraal rijden. De D-treinen vanuit Hoek van Holland worden in die periode vernoemd in Rhein Expres en Britannia Expres. De treinen tussen Roosendaal en Zwolle stoppen voortaan allemaal in Gilze-Rijen.
In de loop van de jaren 80 wordt de stoptrein Den Haag - Venlo steeds meer opgewaardeerd tot intercity. Halverwege de jaren 80 wordt de voormalige stoptrein als intercity in het spoorboekje opgenomen. Hoewel de voormalige stoptreinen voor Breda en na Eindhoven op diverse extra stations stoppen, rijden ze tussen Breda en Eindhoven precies in een halfuursdienst. Tussen Tilburg West en Eindhoven gaat eenmaal per uur een nieuwe stoptrein rijden. In 1988 verdwijnt de zaterdagse trein van en naar Vlissingen en wordt de Rhein Expres vernoemd in Colonia Expres.
In de zomer van 1992 worden de stoppende intercity's in het spoorboekje gedegradeerd tot sneltrein. Dat jaar verdwijnen ook de beide boottreinen van en naar Hoek van Holland. Drie jaar later buigen de intercity's uit Den Haag na Eindhoven af naar Heerlen en rijden er niet langer doorgaande treinen via het traject Breda - Eindhoven naar Keulen. In de spits wordt de stoptreindienst uit Tilburg West doorgetrokken naar Helmond. Een jaar later wordt de stoptreindienst Tilburg West - Eindhoven gekoppeld aan de stoptreindienst Eindhoven - Deurne.

### Nieuwe stoptreinen en nachttreinen
In december 2003 werd station Tilburg Reeshof geopend. Om het station te bedienen werd de stoptreindienst Breda - Eindhoven ingevoerd. De sneltreinen tussen Roosendaal en Zwolle bleef stoppen in Gilze-Rijen en Tilburg West. De stoptreindienst Tilburg West - Deurne verdween. De stoptreinen uit 's-Hertogenbosch reden voortaan door naar Deurne. Twee jaar later werd de stoptreindienst Breda - Eindhoven gekoppeld aan de stoptreinen Eindhoven - Weert.
Met het ingaan van de grondig gewijzigde dienstregeling 2007 in december 2006 wordt de treindienst op de Staatslijn opnieuw gewijzigd. Voortaan reed weer elk half uur een intercity tussen Den Haag Centraal en Venlo. Ook de stoptreindienst tussen Tilburg West en Deurne keerde terug. Tussen Breda, 's-Hertogenbosch en Utrecht werd een stoptreindienst ingevoerd. De treinen tussen Roosendaal en Nijmegen stopten voortaan tussen Breda en Tilburg niet op tussengelegen stations. Hierdoor reed tussen beide plaatsen viermaal per uur een intercity. Een jaar later gingen op donderdag-, vrijdag- en zaterdagnacht Nachtnettreinen tussen Rotterdam en Eindhoven rijden.
| Serie            | Treinsoort          | Route | Bijzonderheden |
| ---------------- | ------------------- | --- | --- |
| 1100             | Intercity (NS)      | Den Haag Centraal – Den Haag HS – Delft – Rotterdam Centraal – Breda – Tilburg – Eindhoven Centraal | Via HSL. Stopt niet in Schiedam Centrum en Rotterdam Blaak. |
| 2700             | Intercity (NS)      | Maastricht – Sittard – Roermond – Weert – Eindhoven Centraal – 's-Hertogenbosch – Utrecht Centraal – Amsterdam Centraal – Alkmaar – (Den Helder)                                                           | Rijdt van maandag t/m donderdag tot 20:00 uur tussen Alkmaar en Maastricht. Rijdt op vrijdag en in het weekend enkel tussen Alkmaar en Amsterdam Centraal. Tijdens de spits rijden 2 ritten in spitsrichting door van/naar Den Helder. Rijdt niet 's avonds na 20:00. Wordt na 20:00 uur, op vrijdag en in het weekend tussen Amsterdam Centraal en Maastricht vervangen door intercity 2900. |
| 2900             | Intercity (NS)      | Enkhuizen – Hoorn – Amsterdam Centraal – Utrecht Centraal – 's-Hertogenbosch – Eindhoven Centraal – Weert – Roermond – Sittard – Maastricht                                                                | Rijdt van maandag t/m donderdag in de vroege ochtend en in de avonduren en rijdt van vrijdag t/m zondag de hele dag en vervangt dan Intercity 3900 tussen Enkhuizen en Amsterdam Centraal en intercity 2700 tussen Amsterdam Centraal en Maastricht. |
| 3500             | Intercity (NS)      | Dordrecht – Rotterdam Centraal – Schiedam Centrum – Delft – Den Haag HS – Leiden Centraal – Schiphol Airport – Amsterdam Zuid – Utrecht Centraal – 's-Hertogenbosch – Eindhoven Centraal – Helmond – Venlo | Rijdt na circa 22:30, op zaterdagochtend tot circa 9:00 en op zondagochtend tot circa 10:00 niet tussen Dordrecht en Utrecht Centraal v.v. |
| 3600             | Intercity (NS)      | Roosendaal – Breda – Tilburg – 's-Hertogenbosch – Nijmegen – Arnhem Centraal – Dieren – Zutphen – Deventer – Zwolle                                                                                        | |
| 3900             | Intercity (NS)      | Enkhuizen – Hoorn – Amsterdam Centraal – Utrecht Centraal – 's-Hertogenbosch – Eindhoven Centraal – Weert – Roermond – Sittard – Heerlen                                                                   | Stopt niet in Zaandam. Rijdt in de avonduren en van vrijdag t/m zondag de hele dag enkel tussen Eindhoven Centraal en Heerlen. Wordt in de avonduren en van vrijdag t/m zondag de hele dag vervangen door intercity 2900. Rijdt van maandag t/m donderdag in de avonduren enkel tussen Sittard en Heerlen en rijdt dan 1x/uur.                                                                |
| 4400             | Sprinter (NS)       | Oss – 's-Hertogenbosch – Eindhoven Centraal – Helmond – Deurne | Rijdt in de ochtendspits van maandag t/m donderdag twee ritten van/naar Oss, waarbij richting Oss non-stop wordt gereden tussen 's-Hertogenbosch en Oss. |
| 6400             | Sprinter (NS)       | Tilburg Universiteit – Tilburg – Eindhoven Centraal – (Weert) | Rijdt tussen 20:00 en 22:00 uur en op zondag 1x/uur tussen Eindhoven Centraal en Weert. Rijdt na 22:00 uur 1x/uur op het hele traject. |
| 6600             | Sprinter (NS)       | Dordrecht – Breda – Tilburg – 's-Hertogenbosch – Nijmegen – Arnhem Centraal | Rijdt alleen doordeweeks tot 19:00 uur tussen Nijmegen en Arnhem Centraal v.v. |
| 21400            | Intercity (NS)      | Eindhoven Centraal – Utrecht Centraal | Nachtnet. Rijdt alleen in de nachten volgend op vrijdag en zaterdag. |
| 21410            | Intercity (NS)      | Rotterdam Centraal – Eindhoven Centraal | Nachtnet. Rijdt alleen in de nachten volgend op vrijdag en zaterdag. |
| 21420            | Intercity (NS)      | Tilburg – 's-Hertogenbosch | Nachtnet. Rijdt alleen in de nachten van vrijdag op zaterdag en zaterdag op zondag. |
| Nachttrein 32700 | Nachttrein (Arriva) | Maastricht – Sittard – Roermond – Weert – Eindhoven Centraal – 's-Hertogenbosch – Utrecht Centraal – Amsterdam Bijlmer ArenA – Amsterdam Zuid – Schiphol Airport                                           | Rijdt alleen in de nacht van vrijdag op zaterdag. |